# 埃尔邦戈
埃尔邦戈是巴拿马奇里基省布加瓦区的一个城市。 该市面积为41.9平方（16.2平方英里），2010年时人口为1,448，故其人口密度为34.6名居民每平方（90名居民每平方英里）。埃尔邦戈设立于1997年3月7日，2000年时该市人口为1,406人。